# Nizina Południowokaspijska

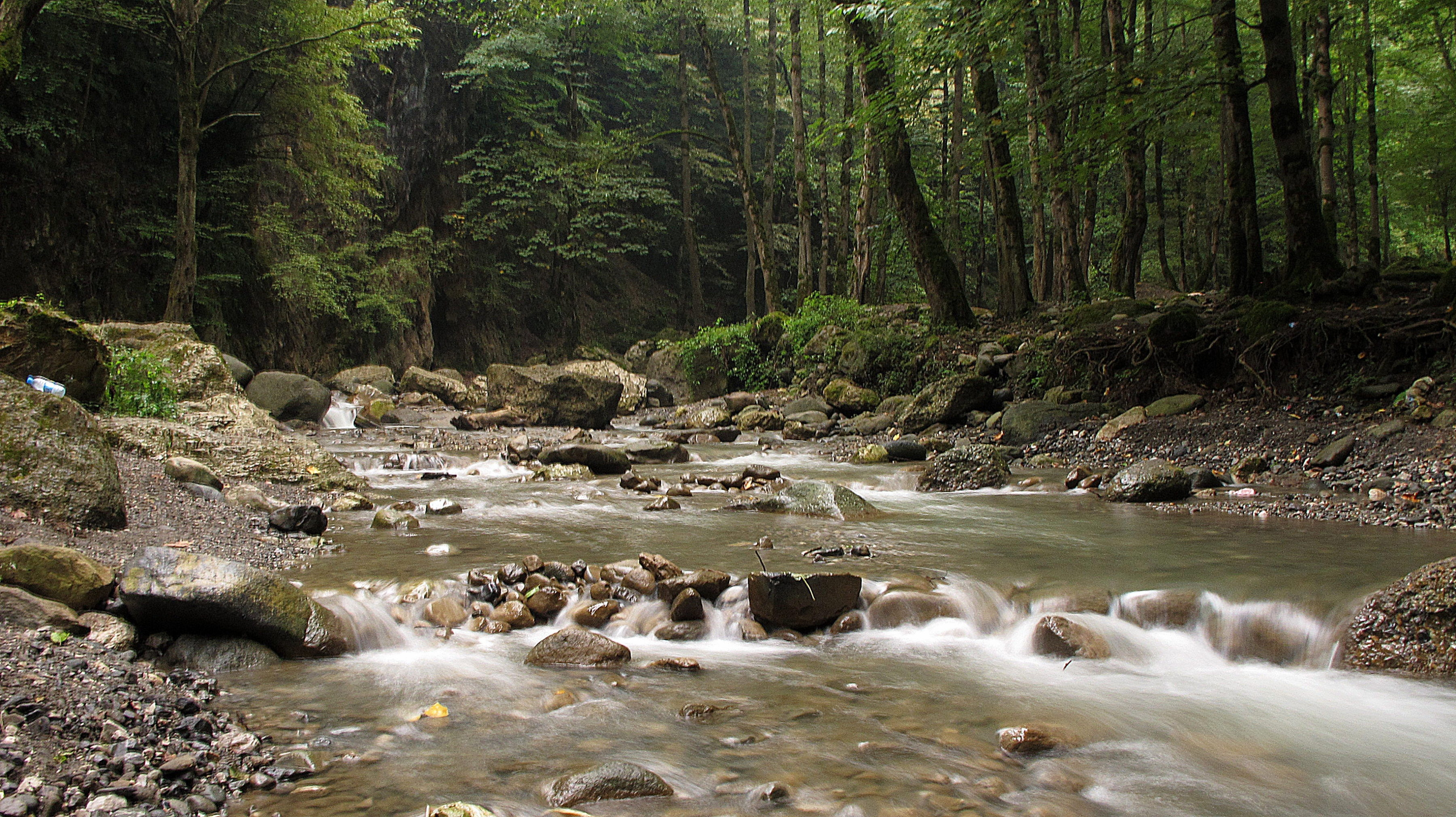
Rzeka Safa Rud w pobliżu miasta Ramsar

Nizina Południowokaspijska – nizina w południowo-zachodniej Azji, w północnym Iranie, na południowym wybrzeżu Morza Kaspijskiego. Nizina od południa jest ograniczona przez góry Elburs. Ma ona długość około 650 km i szerokość od 2 do 50 km. Wznosi się maksymalnie na wysokość 200 m n.p.m. Maksymalna depresja wynosi −27 m p.p.m. Posiada głównie równinny charakter. Jest pokryta osadami aluwialnymi nanoszonymi przez liczne rzeki (między innymi Sefid Rud) z gór Elburs położonych na południu. Rzeki uchodząc do Morza Kaspijskiego często tworzą delty. Na wybrzeżu znajdują się mierzeje. Nizina jest najważniejszym rolniczym regionem Iranu. Uprawia się tutaj między innymi: ryż, bawełnę, cytrusy oraz oliwki. Ze względu na rolniczy charakter niziny, pozostało na niej niewiele lasów, składających się głównie z dębów i grabów. Głównymi miastami na nizinie są: Raszt, Bandar-e Torkaman oraz Sari.